# David Cañada
David Cañada Garcia (ur. 11 marca 1975 w Saragossie, zm. 28 maja 2016) – hiszpański kolarz szosowy, startował w zawodowym peletonie od 1996 roku. 

## Najważniejsze zwycięstwa
- 2000 - Vuelta Ciclista a Murcia, Circuit de la Sarthe
- 2006 - Dookoła Katalonii